# Héctor Pignani
Héctor Raúl Pignani fue un jugador de fútbol argentino. 

## Biografía
Nació el 9 de marzo de 1945 en Rosario. Puntero derecho de gran velocidad y gol. En 1966 debutó en Rosario Central. En Rosario Central, Pignani jugó 31 partidos, convirtiendo 6 goles. En 1968 pasó a Gimnasia y Esgrima de La Plata, club en el que jugó en dos etapa: 1968-1970 y 1972-1973. En Gimnasia, disputó 133 partidos y convirtió 39 goles. Fue una pieza importante en el equipo de Gimnasia del 70, conocido como la Barredora, formando una gran delantera junto a Delio Onnis y Jorge Castiglia. En 1971, tuvo un paso fugaz por River Plate, equipo recordado por el Jogo bonito impuesto por el DT brasileño Didi. En 1974, al quedar libre de Gimnasia, Pignani firmó para Talleres de Córdoba, dirigido en ese entonces por Ángel Labruna. Al año siguiente firma para Juventud Antoniana de Salta. Luego deambuló sin mucho éxito por Vasco da Gama, Arsenal de Sarandí y Altos Hornos Zapla de Jujuy.
En total, Pignani jugó 214 partidos, convirtiendo 50 goles. 
De su paso por Gimnasia, Pignani recuerda los clásicos con Estudiantes de La Plata. "El recuerdo más hermoso que tengo de un clásico que jugué fue en el año 1969. En aquella oportunidad el partido empezó a jugarse en la cancha de Gimnasia, pero cuando iban 20 minutos del segundo tiempo hubo un accidente. Diegues remató muy fuerte al palo y la hinchada de Gimnasia, creyendo que había sido gol, bajó gritando en la tribuna (en esa época no había paraavalanchas, así que fueron muchos los hinchas que se accidentaron). El árbitro suspendió el partido. El partido se jugó entresemana, se completaron los 25 minutos que restaban del clásico en la cancha de Quilmes". Gimnasia ganó dos a cero con dos goles de Héctor Pignani. 
Falleció el 24 de octubre de 2013 en La Plata.

## Trayectoria
- Rosario Central (1966)
- Gimnasia y Esgrima La Plata (1968-1970) (1972-1973)
- River Plate (1971)
- Talleres de Córdoba (1974)
- Juventud Antoniana de Salta (1975)
- Vasco da Gama (Brasil)
- Arsenal de Sarandí
- Altos Hornos Zapla de Jujuy